# Adam Wandruszka
Adam Wandruszka (als Adam Wandruszka von Wanstetten * 6. August 1914 in Lemberg, Galizien, Österreich-Ungarn; † 9. Juli 1997 in Wien) war ein österreichischer Historiker und Journalist. Er war Ordinarius für Neuere Geschichte an der Universität zu Köln (1959–1969) und für Österreichische Geschichte in Wien (1969–1984). Beruflich und privat verband ihn eine enge Beziehung zu Italien. Seine Veröffentlichungen über das Haus Habsburg und Leopold II. gelten als Standardwerke.

## Leben und akademische Karriere
Wandruszka war der zweite Sohn des Majors der k.u.k. Armee Alois Wandruszka (1874–1916 im Ersten Weltkrieg gestorben) und Maria Antonia (Ninetta) geb. Steindl von Plessenet, einer akademischen Malerin. Die beiden Großmütter hatten italienische Wurzeln. Sein älterer Bruder war der Romanist Mario Wandruszka, er hatte außerdem eine ältere Schwester. Der dem Großvater bei seiner Nobilitierung 1884 verliehene Namenszusatz Edler von Wanstetten erlosch 1919 mit dem Adelsaufhebungsgesetz.
Er besuchte das Döblinger Gymnasium in Wien. Sein Religionslehrer war Michael Pfliegler, der später Universitätsprofessor für Moral- und Pastoraltheologie wurde, Wandruszka betrachtete ihn als Mentor und trug später zu dessen Festschrift bei. Nach der Matura 1932 studierte er Geschichte, Germanistik und Kunstgeschichte an der Universität Wien.  1936 wurde er bei Heinrich von Srbik mit der Dissertation Karl Moering. Ein Soldat und Politiker zum Dr. phil. promoviert; die Rigorosen legte er bei Heinrich von Srbik, Hans Hirsch und Hans Sedlmayr ab. Wie sein „verehrter“ Lehrer Srbik u. a. stand er in der „großdeutschen“ Historikertradition. Von 1935 bis 1938 absolvierte er überdies als ordentliches Mitglied den Kurs am Wiener Institut für Österreichische Geschichtsforschung; für seine Arbeit zu Reichspatriotismus und Reichspolitik zur Zeit des Prager Friedens von 1635 erhielt er 1938 ein Stipendium der deutschen Forschungsgemeinschaft. Der Militärdienst und der Zweite Weltkrieg unterbrachen seine wissenschaftliche Karriere. Lediglich während einer vorübergehenden Freistellung vom Wehrdienst nach seiner Verwundung (siehe unten) arbeitete er kurzzeitig Forschungsassistent am Deutschen Historischen Institut in Rom.
Wandruszka wurde auch aufgrund persönlicher Freundschaften illegales Mitglied der SA. Im April 1938 trat er als SA-Obertruppführer im Namen der nationalsozialistischen Hörerschaft mit einer Dankadresse und Antwort auf Srbiks Rede aus Anlass des „Anschlusses“ hervor. Dem Gerücht, er habe nach dem Anschluss 1938 den Benediktinerpater und Historiker Hugo Hantsch verhaftet, trat Adam Wandruszka in einem 1988 gegebenen Interview entgegen: Er habe nicht Hantsch festgenommen, sondern den Historiker Arnold Winkler. Adam Wandruszka beantragte gemeinsam mit seinem Bruder Mario Wandruszka am 28. Mai 1938 die Aufnahme in die NSDAP, erhielt aber etwa ein Jahr lang keinen Bescheid. Josef Bürckel, Gauleiter von Wien, befürwortete schließlich das Gesuch mit der Begründung, die Brüder ständen „seit März 1933 in der Bewegung“, und man sehe ihnen das Achtel jüdischen Blutes, das in ihren Adern fließe, nicht an. Der Appell an die „Gnade des Führers“ hatte Erfolg, die Brüder wurden am 1. Mai 1941 rückwirkend zum 1. Mai 1938 in die Partei aufgenommen (Mitgliedsnummer 6.150.019).
Als Soldat nahm Wandruszka ab 1939 am Westfeldzug der deutschen Wehrmacht in Frankreich teil, bei dem er verwundet wurde. Ab 1941 diente er beim deutschen Afrikakorps, wurde dort erneut verwundet und ging im Frühjahr 1943 in US-amerikanische Kriegsgefangenschaft. Im Lager Concordia in Kansas beeinflusste er u. a. Karl Dietrich Bracher. Hartmut Lehmann, später Schüler Wandruszkas in Köln, verortete dort einen Gesinnungswandel: „[D]ort im Gefangenenlager in den USA begann er nachzudenken und sich eines Besseren zu besinnen.“ Nach Fritz Fellner „zählte er zu den wenigen Österreichern, die nach 1945 ihre Vergangenheit nicht beschönigt oder gar verleugnet haben, sondern offen zugaben, daß sie Nationalsozialisten waren“.
Nach seiner Entlassung 1946 lebte er zunächst in Innsbruck bei seiner Schwester. Aufgrund seiner früheren NS-Betätigung war ihm eine Rückkehr an die Universität zunächst verwehrt. Stattdessen war er publizistisch tätig: Bei den Zeitungen Furche (ab 1946) und der Presse (ab 1948 als Redakteur) beschäftigt, wurde er außenpolitischer Redaktionsleiter. Außerdem war er Korrespondent italienischer Zeitungen. Parallel setzte er seine geschichtswissenschaftliche Arbeit fort. Seine Tätigkeit als Journalist wurde jedoch von Fachkollegen beargwöhnt, die sie als unvereinbar mit wissenschaftlicher Gründlichkeit ansahen. Der Vorstand des Instituts für Österreichische Geschichtsforschung Leo Santifaller urteilte 1953: „Der schreibt viel zu gut, um wirklich ein gründlicher Forscher sein zu können!“
Für den von Heinrich Benedikt 1954 herausgegebenen Band Geschichte der Republik Österreich steuerte Wandruszka einen knapp 200 Seiten starken Beitrag zu Österreichs politische[r] Struktur: Die Entwicklung der Parteien und politischen Bewegungen bei, seine Herausarbeitung der in drei „Lager“ getrennten österreichischen Parteienstruktur wurde stark rezipiert. Die Universität Wien habilitierte ihn 1955 aufgrund dieser Schrift im Fach Geschichte der Neuzeit und ernannte ihn zum Universitätsdozenten. Eine darüber hinausgehende universitäre Karriere in Österreich erschien aufgrund seiner NS-Vergangenheit aber noch ausgeschlossen. 1959 gelang Wandruszka die Entzifferung der Geheimschrift Kaiser Leopolds II.
Im selben Jahr folgte er einem Ruf auf eine ordentliche Professur für Geschichte des Mittelalters und der Neuzeit an der Universität zu Köln, an der er ehrenamtlich auch als Leiter des Akademischen Auslandsamtes fungierte. 1963/64 war er Dekan. Von 1969 bis 1984 lehrte er als Nachfolger von Alphons Lhotsky als ordentlicher Universitätsprofessor für Österreichische Geschichte an der Universität Wien. In dieser Zeit war er erneut dem Institut für Österreichische Geschichtsforschung eng verbunden, dessen Absolvent er war. Nach seiner Emeritierung in Wien 1984 war Wandruszka 1986 Gastprofessor an der Universität Pavia.
Adam Wandruszka war ab 1949 mit Carolina (Lina) Fessia (1914–1978), einer italienischen Anglistin, die er in Salzburg kennengelernt hatte, verheiratet, nach ihrem Tod dann mit Helga Haupt (1927–2006), einer Musikwissenschaftlerin. Er war Vater von drei Kindern, darunter die Germanistin Maria Luisa Wandruszka (* 1950) und die Schauspielerin Marina Wandruszka (* 1954).
Adam Wandruszka wurde 1997 am Neustifter Friedhof in Wien bestattet (Gruppe K, Reihe 13, Nr. 18). Seine Bibliothek von über 7000 Büchern und einigen Konvoluten sonstiger Schriftstücke wurde durch seine Witwe 2002 als Wandruszka-Fonds dem Istituto per gli Incontri Culturali Mitteleuropei in Gorizia vermacht.

## Forschung und Wirken
Wandruszka widmete sich vor allem der Erforschung von weniger bekannten Teilaspekten der Geschichte der Donaumonarchie, wie etwa dem Leben Leopolds II. Seine Werke zum Haus Habsburg (7. Auflage, 1989) und Leopold II. (2 Bände, 1963/65) gelten als Standardwerke. Sein Aufsatz Österreichs politische Struktur im Benedikt-Band Geschichte der Republik Österreich gilt als „Klassiker der österreichischen Parteigeschichte“ (Fellner).
1969 wurde Wandruszka korrespondierendes und 1970 wirkliches Mitglied der Österreichischen Akademie der Wissenschaften. Von 1972 bis 1995 war er Vorsitzender der Kommission für die Geschichte der Habsburgermonarchie 1848–1918 und der Kommission für die Geschichte Österreichs. Außerdem wurde er Mitglied der Historischen Kommission bei der Bayerischen Akademie der Wissenschaften. Von 1971 bis 1985 war er Vorsitzender der Südostdeutschen Historischen Kommission.
Wandruszka galt als von „allen Lagern der italienischen Geschichtswissenschaft“ geachteter Vertreter seines Fachs. Freundschaften pflegte er mit Historikern wie Franco Valsecchi und anderen. So war er Gründungsmitglied und Ehrenpräsident des Istituto storico italo-germanico in Trient, Ehrenmitglied der Deputazione di Storia Patria per le Venezie und der Società Storica Pisana, ausländisches Mitglied des Istituto Veneto di Scienze, Lettere ed Arti, der Deputazione di storia patria per la Toscana, der Accademia Selinuntina di scienze lettere ed arti in Mazara del Vallo und der Accademia dei Lincei in Rom, korrespondierendes Mitglied der Accademia degli Agiati di scienze, lettere ed arti, der Accademico ordinario per la Classe di Scienze morali dell' Accademia Virgiliana di scienze, lettere ed arti in Mantua.
Wandruszka verfasste Beiträge u. a. für die Neue Deutsche Biographie und die Propyläen Weltgeschichte. Er war Mitherausgeber u. a. der Kölner historischen Abhandlungen, der Technikgeschichte, der Österreichischen Hochschulzeitung, des Südostdeutschen Archivs, der Veröffentlichungen der Kommission für die Geschichte Österreichs, der Studien und Quellen zur österreichischen Zeitgeschichte und der Quellen und Studien zur österreichischen Geistesgeschichte.
Als Lehrer und Forscher wollte Wandruszka nicht „aburteilen“, sondern „verstehen“ und „tolerant“ sein. Für Fellner war er „ein im Ausland wie in der Heimat hoch geachteter Vertreter der österreichischen Geschichtswissenschaft und Verkünder der Größe der österreichischen Geschichte“.

## Auszeichnungen
- 1973 Komturkreuz des Verdienstordens der Italienischen Republik[18]
- 1974 Österreichisches Ehrenkreuz für Wissenschaft und Kunst I. Klasse[18]
- 1974 Großes Verdienstkreuz des Verdienstordens der Bundesrepublik Deutschland[18]
- 1976 Kommandeurskreuz des Nationalen Verdienstordens Frankreichs[19]
- 1977 Großoffizierskreuz des Verdienstordens der Italienischen Republik[19]
- 1977 Richard Meister-Medaille des Universitätsbundes Alma Mater Rudolphina[19]
- 1979 Ehrenmedaille der Bundeshauptstadt Wien in Gold[20]
- 1981 Großes Komturkreuz mit dem Stern des Ehrenzeichens für Verdienste um das Land Niederösterreich
- 1984 Großer Kulturpreis des Landes Niederösterreich für  Wissenschaft[13]
- 1984 Preis der Stadt Wien für Geisteswissenschaften[13]
- 1987 Ehrendoktorwürde der Facoltä di Lingue e Letterature straniere, Universität Venedig[13]
- 1990 Wilhelm-Hartel-Preis der Österreichischen Akademie der Wissenschaften

## Schriften (Auswahl)
- Österreichs politische Struktur. Die Entwicklung der Parteien und politischen Bewegungen. In: Heinrich Benedikt (Hrsg.): Geschichte der Republik Österreich. Wien 1954, S. 289–485.
- Reichspatriotismus und Reichspolitik zur Zeit des Prager Friedens von 1635. Eine Studie zur Geschichte des deutschen Nationalbewusstseins (= Veröffentlichungen des Instituts für Österreichische Geschichtsforschung. Band 17). Böhlau, Graz u. a. 1955.
- Otto Schulmeister (Hrsg. unter Mitwirkung von Johann Christoph Allmayer-Beck und Adam Wandruszka): Spectrum Austriae. Herder-Verlag, Wien 1957 (überarbeitete Neuauflage, Molden, Wien u. a. 1980, ISBN 3-217-01087-6).
- Das Haus Habsburg. Die Geschichte einer europäischen Dynastie. Vorwerk, Wien 1956 (2. Auflage 1959; englische Übersetzung 1964 von Cathleen und Hans Epstein; Lizenz Herder 1968; italienische Übersetzung 1974 von Wanda Peroni Bauer; 4. Auflage 1982; 5. Auflage 1985; 6. Auflage 1987; 7. Auflage 1989).
- Geschichte einer Zeitung. Das Schicksal der „Presse“ und der „Neuen Freien Presse“ von 1848 zur Zweiten Republik. Neue Wiener Presse, Wien 1958.
- Leopold II. Erzherzog von Österreich, Großherzog von Toskana, König von Ungarn und Böhmen, Römischer Kaiser. 2 Bände. Herold-Verlag, Wien u. a. 1963/65.

- Band 1: 1747–1780. 1963.
- Band 2: 1780–1792. 1965.

- Österreich und Italien im 18. Jahrhundert. Verlag für Geschichte und Politik, Wien 1963 (Lizenz Oldenburg 1963).
- Schicksalsjahr 1866. Verlag Styria, Graz u. a. 1966.
- Die 'Geheimstenographie' Leopolds II. In: Karl-Heinz Manegold (Hrsg.): Wissenschaft, Wirtschaft und Technik. Studien zur Geschichte. Wilhelm Treue zum 60. Geburtstag, Bruckmann-Verlag, München 1969, S. 64–68.
- mit Silvio Furlani: Österreich und Italien. Ein bilaterales Geschichtsbuch. Jugend und Volk, Wien u. a. 1973, ISBN 3-7141-6516-9 (2. überarbeitete Auflage, öbv und hpt, Wien 2002, ISBN 3-209-03742-6).
- mit Peter Urbanitsch (Hrsg.): Die Habsburgermonarchie, 1848–1918. Im Auftrag der Kommission für die Geschichte der Österreichisch-Ungarischen Monarchie (1848–1918). 2 Bände. Verlag der Österreichischen Akademie der Wissenschaften, Wien 1973/75.

- Band 1: Die wirtschaftliche Entwicklung. 1973.
- Band 2: Verwaltung und Rechtswesen. 1975, ISBN 3-7001-0081-7.

- mit Ludwig Jedlicka (Hrsg.): Innsbruck, Venedig [Österreichisch-Italienische Historikertreffen 1971 und 1972] (= Veröffentlichungen der Kommission für [die] Geschichte Österreichs. Band 6). Verlag der Österreichischen Akademie der Wissenschaften, Wien 1975.
- mit Richard G. Plaschka, Anna M. Drabek (Hrsg.): Die Donaumonarchie und die südslawische Frage. Von 1848–1918. Texte des 1. Österreichisch-Jugoslawischen Historikertreffens, Gösing 1976 (= Veröffentlichungen der Kommission für die Geschichte Österreichs. Band 8). Verlag der Österreichischen Akademie der Wissenschaften, Wien 1978, ISBN 3-7001-0244-5.
- Maria Theresia. Die große Kaiserin (= Persönlichkeit und Geschichte. Band 110). Muster-Schmidt, Göttingen u. a. 1980, ISBN 3-7881-0110-5.
- mit Mariella Reininghaus: Der Ballhausplatz (= Wiener Geschichtsbücher. Band 33). Zsolnay, Wien u. a. 1984, ISBN 3-552-03608-3.
- mit Peter Urbanitsch (Hrsg.): Die Habsburgermonarchie im System der internationalen Beziehungen (= Die Habsburgermonarchie. Band 6). Im Auftrag der Kommission für die Geschichte der Österreichisch-Ungarischen Monarchie (1848–1918). 2 Bände. Verlag der Österreichischen Akademie der Wissenschaften, Wien 1990/93.

- Band 1, 1990, ISBN 3-7001-1682-9.
- Band 2, 1993, ISBN 3-7001-2084-2.